# Pterygellus funalis
Pterygellus funalis är en svampart som först beskrevs av Henn., och fick sitt nu gällande namn av D.A. Reid 1976. Pterygellus funalis ingår i släktet Pterygellus och familjen kantareller.   Inga underarter finns listade i Catalogue of Life.